# Життя Ісуса
«Життя Ісуса» — книга Ернеста Ренана, присвячена Ісусу з Назарету. Опублікована 1863 року. Входить до «Історії походження християнства» («Історія перших століть християнства», 1864—1907), що складається з семи книг.
Мала широкий успіх у читачів, викликавши бурхливі дискусії, але протест католицької церкви та критику вчених. Ренан урахував частину зауважень останніх, готуючи 13-те видання книги.

## Історія створення
1860 року Ренан очолив археологічну експедицію до Лівану та Сирії. У поїздці Близьким Сходом його супроводжувала сестра Генрієтта, разом з нею Ренан побував у Лівані, Палестині, Єрусалимі. У вільний час він, натхненний відвідуванням місць, де зародилося християнство, почав працювати над книгою:

Я наважився записати всі думки про життя Ісуса, що зародилися в мені з часу мого перебування в області Тира і подорожі Палестиною. Коли в Галілеї я читав Євангеліє, образ великого Засновника постав переді мною особливо яскраво.

Сестра допомагала йому, переписуючи набіло рукопис у міру готовності. Ренан присвятив книгу Генрієтті, яка померла в Бейруті 24 вересня 1861 року.
Ренан ознайомився з усіма відомими на той час джерелами, сучасними дослідженнями, присвяченими зародженню християнства, зокрема роботами німецьких учених, які сповідували критичний підхід у вивченні Біблії. Однак «Життя Ісуса» — не наукова праця, а художнє відтворення біографії Ісуса, що базується на повідомленнях чотирьох євангелістів. Працюючи з текстами євангелій, Ренан, за власними словами, керувався припущеннями, інтуїцією. У вступній частині він приділив особливу увагу оцінці джерел, зокрема канонічних євангелій, докладно висвітлюючи питання їх авторства, датування, достовірності відповідно до досягнень сучасної йому бібліїстики. Розповідаючи про життя Ісуса, Ренан переважно дотримувався Євангелія від Івана, в якому створено образ Ісуса, найближчий автору. Визнаючи раціоналістичний підхід, Ренан відкидав усе чудесне, історія Ісуса за Ренаном закінчується його смертю на хресті.

## Зміст
Ренан наполягає, що Ісус народився в Назареті, а не Вифлеємі в сім'ї ремісника Йосипа. Його ім'я звучало, як Йошуа. Етнічне походження Ісуса Ренан не береться визначити, оскільки в Галілеї, крім євреїв, жили фінікійці, араби, ассирійці та греки. Біблійні «брати Господа» — двоюрідні брати від сестри Марії. Танах (Тору та Пророків) Ісус вивчив у арамейському перекладі. На формування світогляду Ісуса вплинула філософія Філона Александрійського. Спочатку Ісус виношував плани юдейського повстання, але поразка Юди Галілеянина змусило його розуміти владу більш алегорично. Після смерті Йосипа сім'я Ісуса переселилася до Кани — на батьківщину Марії. Оригінальність нової релігії полягала у поетичному ототожненні Бога та Отця. Обрядова релігія замінювалася моральною проповіддю. Істотний, хоч і шкідливий вплив на Ісуса справив Іван Хреститель, у якому Ренан бачить послідовника буддійських ченців. Власне вчення — Нагірну проповідь — він висловив у Капернаумі. У 32 році він востаннє поїхав до Єрусалиму.

## Заперечення Ренаном християнських догматів
1. Ісус не був Богом.
2. Ісус не був Месією.
3. Непорочне зачаття Ісуса.
4. Ісус народився в Назареті, а не у Вифлеємі.
5. Воскресіння Ісуса.
6. Вознесіння Ісуса.

## Цитати
- У певному сенсі Ісус є анархістом.
- Мрія його — величезна соціальна революція.